# Cerkiew Wszystkich Świętych w Piotrkowie Trybunalskim
Cerkiew Konkatedralna Wszystkich Świętych – prawosławna cerkiew parafialna w Piotrkowie Trybunalskim. Należy do dekanatu Łódź diecezji łódzko-poznańskiej Polskiego Autokefalicznego Kościoła Prawosławnego. Jest cerkwią konkatedralną tejże diecezji. 

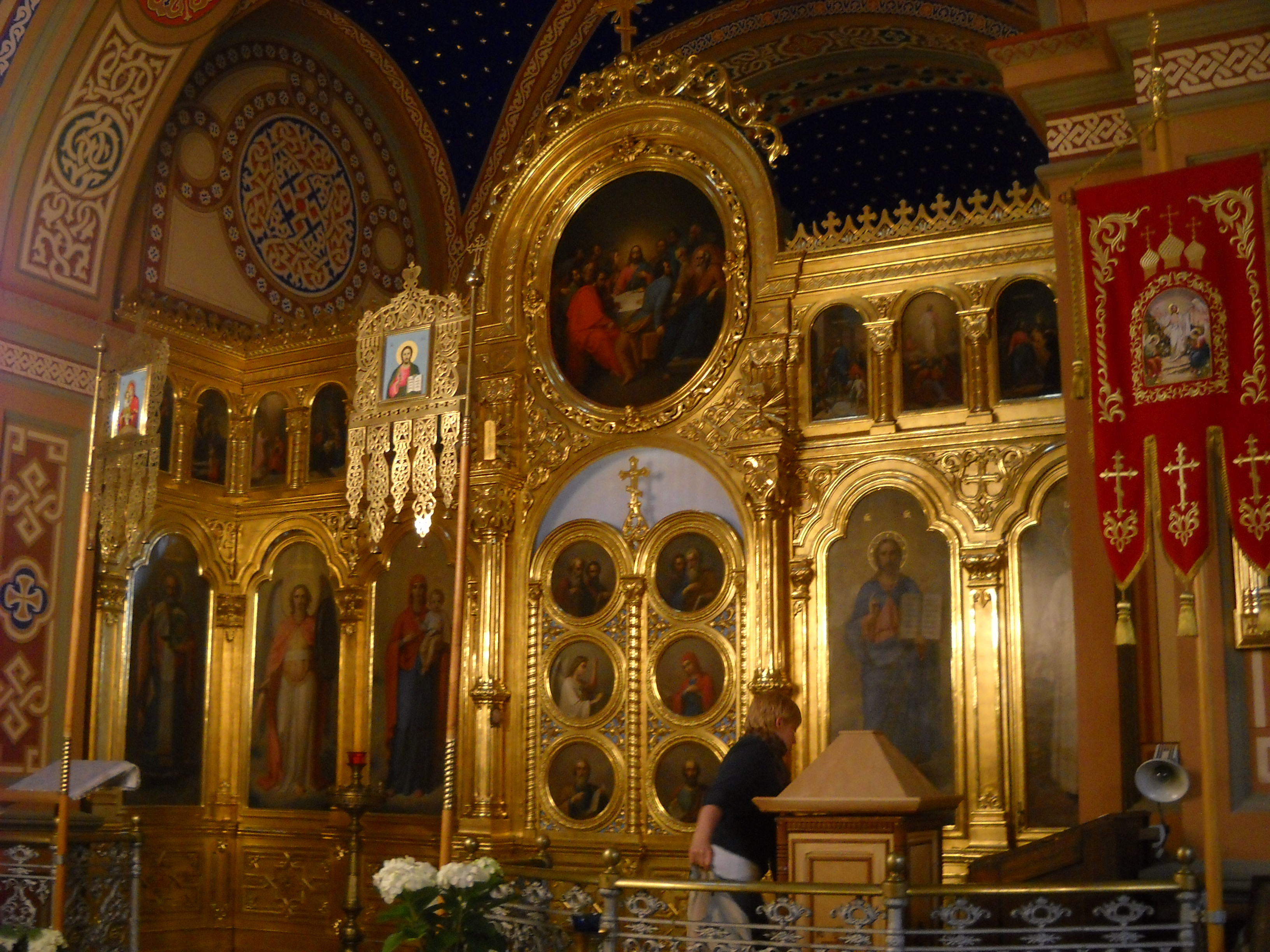
Ikonostas

Zlokalizowana przy ulicy Juliusza Słowackiego 15. Wzniesiona w latach 1844–1847, a rozbudowana według projektu rosyjskiego architekta Iwana Wasiljewicza Sztrema w latach 1867–1869.

## Historia

### Parafia grecka
Powstanie parafii prawosławnej w Piotrkowie związane jest z grupą Greków, która przybyła do Piotrkowa z Macedonii w połowie XVIII wieku. Król Stanisław August zezwolił na otwarcie w 1788 prawosławnej placówki duszpasterskiej na strychu prywatnego domu, własności rodziny Grabowskich przy obecnym Placu Stefana Czarnieckiego (dawna ulica Krótka) 10. Pierwszym proboszczem został hieromnich Grzegorz, pochodzący z wyspy Chios, mnich jednej ze wspólnot Athosu. Sprawował on swoje obowiązki do śmierci w 1832. Jego obowiązki przejął rosyjski duchowny, ks. Żadziński. Do 1839 parafia piotrkowska, jako etnicznie grecka, nie podlegała lokalnym strukturom Rosyjskiego Kościoła Prawosławnego. Dopiero po wymienionej dacie została w niej włączona, co oznaczało usunięcie z liturgii języka greckiego.

### Pierwsza cerkiew
W miarę wzrostu liczby Rosjan zamieszkujących na stałe w Piotrkowie (kupców, urzędników, wojskowych), sprowadzanych po upadku powstania listopadowego, konieczna stała się budowa większej cerkwi prawosławnej oraz organizacja cmentarza tego wyznania. W latach 1844–1847 powstała świątynia utrzymana w stylu neobizantyńskim, na planie krzyża greckiego. Autorami projektu budynku byli architekci Marczewski i Gołoński. Obiekt stanął na placu przy ulicy Kaliskiej (obecna Juliusza Słowackiego), na gruncie wykupionym za 5 tys. rubli od zakonu pijarów. We wnętrzu świątyni znajdował się jednorzędowy drewniany ikonostas z dwunastoma ikonami napisanymi przez Aleksandra Kokulara. Poświęcenie obiektu miało miejsce 28 listopada 1848.

### Rozbudowa
Wskutek dalszego wzrostu liczby Rosjan cerkiew wzniesiona w latach 40. XIX w. stała się zbyt mała. W 1869, po powstaniu guberni piotrkowskiej, przystąpiono do jej rozbudowy. Sfinansował ją polski przedsiębiorca Ignacy Markiewicz. Plan obiektu uległ przekształceniu wskutek wydłużenia ramion – z krzyża greckiego stał się krzyżem łacińskim. Od północy, południa i wschodu przesunięto ściany obiektu o siedem metrów, dostawiono przedsionek, nad którym wzniesiono dzwonnicę z czterema freskami w niszach (przedstawiały Świętych Cyryla i Metodego, św. Włodzimierza i św. Aleksandra Newskiego). Nad głównym wejściem znalazła się ikona Chrystusa Zbawiciela. Zmodyfikowano wnętrze świątyni, m.in. wykonując na ścianach nową polichromię i dziewięć fresków. Wstawiono trzy piece kaflowe i wymieniono posadzkę na marmurową. Na dzwonnicy powieszono dziewięć dzwonów. Nowy ikonostas wykonał Sieriebriakow, ikony do niego – Wasiljew.
Łączny koszt rozbudowy zamknął się w kwocie 24 tys. rubli. 9 grudnia 1870 budynek został ponownie poświęcony. W nowym kształcie był przeznaczony dla równoczesnego uczestnictwa 400 wiernych w nabożeństwie.
W 1886 cerkiew Wszystkich Świętych (określana w publikacjach XIX-wiecznych także mianem soboru) została odremontowana z inicjatywy generał-gubernatora piotrkowskiego i proboszcza miejscowej parafii ks. Stiepana Romanskiego. Dokonano wówczas naprawy dachu, wzmocnienia głównej kopuły, odnowienia fresków w niszach na kopule, pozłocenia krzyży na świątyni i części dachu dzwonnicy. We wnętrzu wykonano nowe freski opierając się ściśle na wyglądzie starszych, zaś ikonostas i boczne ikony w kiotach oczyszczono. Remont świątyni finansowany był częściowo przez Rosyjskie Towarzystwo Dobroczynne, które przekazało na ten cel 3 tys. rubli. Część materiałów budowlanych przekazały bezpłatnie państwowe zakłady oraz prywatny darczyńca.
22 kwietnia 2007 odbył się w cerkwi uroczysty ingres prawosławnego biskupa, Paisjusza, który został powołany na wikariusza diecezji łódzko-poznańskiej z tytułem biskupa piotrkowskiego. Cerkiew w Piotrkowie została podniesiona do rangi katedry. W uroczystości ingresu wzięli udział przedstawiciele władz miasta, oraz marszałek Sejmu Marek Jurek.
Cerkiew wpisano do rejestru zabytków 7 października 1976 pod nr 265.